# Quimixtlán
Quimixtlán è un comune dello stato di Puebla in Messico, il cui capoluogo è la località omonima.
Conta 21.275 abitanti (2015) e ha una estensione di 165,91 km².
Il suo nome in lingua nahuatl significa luogo delle seninelle.